# 中尾都昭
中尾 都昭（なかお くにあき、1894年（明治27年）4月6日 - 1980年（昭和55年）9月9日）は、佐賀県出身の実業家、佐賀新聞社社長。

## 経歴
1894年（明治27年）、佐賀郡久保田村（現在の佐賀市久保田町）久富の網元中尾清三郎と母チヨの次男として生まれる。新田尋常小学校から青藍高等小学校に進学し、卒業後は一時漁師の家業を継いだものの18歳のときに志願兵として海軍に入り、佐世保海兵団に入団する。第一次世界大戦に従軍し勲八等瑞宝章と従軍記章を授与されて退役した。
その後1926年（大正15年）に佐賀市内にて「農村青年新聞」を発行し新聞経営を始める。翌年には「佐賀自由新聞」（週刊）に改題、1931年（昭和6年）には日刊の「佐賀毎夕新聞」とした。さらに1938年（昭和13年）には経営難に陥っていた佐賀新聞社を買収。佐賀毎夕新聞は廃刊して佐賀新聞の経営を引き継いだ。なお、この時佐賀出身の真崎甚三郎陸軍大将から買収のために用いた借金返済のための融資を受けている。1941年（昭和16年）国による1県1紙統制に従い「佐賀日日新聞」を合併し「佐賀合同新聞」と改題したが1944年（昭和19年）には再度佐賀新聞に戻している。会長に退くときは後任に長男の清澄を充て、その後も佐賀新聞は中尾家による経営が続いている。
新聞業のほか、佐賀観光協会会長、佐賀観光連盟会長、佐賀整肢学園理事長、佐賀竜谷学園後援会長、佐賀善意銀行頭取、県自然公園審議会長、県ユースホステル協会長、共同通信社監事、佐賀国体・佐賀医大設置募金委員長などさまざまな役職を務め、紺綬褒章を3回受章。1972年（昭和47年）には勲三等瑞宝章も受けた。1974年（昭和49年）には久保田町名誉町民第1号となり、役場前には胸像も建立された。
1980年86歳にて死去。